# جاسينتو بريتو
جاسينتو بريتو (بالإسبانية: Jacinto Brito) هو دراج مكسيكي، ولد في 9 أبريل 1938 في مدينة مكسيكو في المكسيك، وتوفي في 1 سبتمبر 1968.

## وصلات خارجية
- جاسينتو بريتو على موقع أرشيف الدراجات (الإنجليزية)
- جاسينتو بريتو على موقع إحصائيات الدراجات الإحترافية (الإنجليزية)
- جاسينتو بريتو على موقع أوليمبيديا (الإنجليزية)